# Robert Rich (Musiker)
Robert Rich (* 1963) ist ein US-amerikanischer Ambient-Musiker.

## Leben
Rich baute bereits mit 13 Jahren seine ersten eigenen Synthesizer und experimentierte in der Folgezeit und unter dem Eindruck minimalistischer Komponisten wie John Cage, Pauline Oliveros und Terry Riley sowie Künstlern der Berliner Schule wie Tangerine Dream und Klaus Schulze an einem eigenen Sound. Eine weitere, wesentliche Prägung dieses Sounds lässt sich auf Rich’ Erwerb seiner ersten Hawaiigitarre im Jahr 1980 zurückführen, ein Instrument, das auf zahlreichen seiner Veröffentlichungen zum Einsatz kam und zu einem seiner Markenzeichen wurde.
Sein erstes Album, Sunyata, erschien 1982. Neben für diese frühe Phase charakteristischen Elementen, sind bereits hier einige Merkmale erkennbar, die sich später wiederholen sollten, wie ein sehr langsamer Aufbau einiger Kompositionen und in ihrer Entwicklung teilweise fast statisch hängender Soundscapes. Robert Rich studierte ab den frühen 1980ern an der University of Berkeley, u. a. an John Chownings Institut für Computermusik. In diese Zeit fällt auch der Beginn seiner Reihe sog. Sleep Concerts, die auf dem Campus der UC Berkeley ihren Ursprung haben und auf Rich’ Interesse an der Traumforschung zurückgehen. Sie sind darauf ausgelegt, zu untersuchen, in welcher Weise sich Musik auf Schlaf und Träumen auswirken kann. Zu diesem Zweck kam der Idee der räumlichen und zeitlichen Versetzung von Klängen, die der natürlichen Umwelt entstammen, und ihrer Rekonstruktion in einer fremden Umgebung, eine wesentliche Rolle zu. Rich ließ sich hierbei insbesondere von Arbeiten des Klangkünstlers Bill Fontana sowie durch das Buch The Tuning of the World des kanadischen Klangforschers R. Murray Schafer inspirieren.
Robert Rich hat über 30 Solo-Alben veröffentlicht, daneben erschienen auch Arbeiten mit Musikern wie Steve Roach, Lisa Moskow, Brian „Lustmord“ Williams oder Ian Boddy.
Eine seiner Leidenschaften abseits der Musik ist die Hobby-Mykologie, ein Motiv, das sich in Tracktiteln und im Artwork vieler seiner Veröffentlichungen wiederfindet.

## Diskografie (Auswahl)
- 1982: Sunyata (Soundscape)
- 1984: Live (Psychout Productions)
- 1984: Trances (Soundscape)
- 1984: Drones (Soundscape)
- 1987: Numena (Multimood)
- 1988: Inner Landscapes (Auricle)
- 1989: Rainforest (Hearts Of Space)
- 1990: Robert Rich / Steve Roach – Strata (Hearts Of Space)
- 1991: Geometry (Spalax Music)
- 1991: Gaudí (Hearts Of Space)
- 1992: Steve Roach / Robert Rich – Soma (Hearts Of Space)
- 1994: Propagation (Hearts Of Space)
- 1995: Robert Rich & Lisa Moskow – Yearning (Fathom)
- 1995: Robert Rich & B. Lustmord – Stalker (Fathom)
- 1997: Robert Rich | Alio Die – Fissures (Fathom)
- 1998: Seven Veils (Hearts Of Space)
- 2000: Humidity – Three Concerts (Hypnos, Soundscape)
- 2001: Bestiary (Release Entertainment)
- 2002: Robert Rich & Ian Boddy – Outpost (DiN)
- 2002: Somnium (Hypnos/Soundscape)
- 2003: Temple Of The Invisible (Soundscape)
- 2004: Shamballa (Live, May 20, 2000) (Space For Music)
- 2004: Open Window (Soundscape)
- 2004: Calling Down The Sky (Soundscape)
- 2005: Echo Of Small Things (Soundscape)
- 2005: Robert Rich & Ian Boddy – Lithosphere (DiN)
- 2006: Electric Ladder (Soundscape)
- 2007: Markus Reuter & Robert Rich – Eleven Questions (Unsung Records)
- 2007: Music From Atlas Dei (Soundscape)
- 2007: Michael Somoroff's Illumination (Soundscape)
- 2008: Robert Rich & Faryus – Zerkalo (Faria Records)
- 2008: Robert Rich & Ian Boddy – React (DiN)
- 2009: Live Archive Volume 1 – Ici Et Maintenant: Live In Paris, May 12 1989 (Soundscape)
- 2009: Live Archive Volume 2 – Due Acque: Live In Umbria Italy, April 1 2000 (Soundscape)
- 2009: Live Archive Volume 3 – Shamballa. Recorded live in Costa Mesa CA, May 20, 2000 (Soundscape)
- 2009: Live Archive Volume 4 – Alien Zoology: Live At Morrison Planetarium, San Francisco, December 9 2001 (Soundscape)
- 2009: Live Archive Volume 5 – Live At Cowell Theater, San Francisco, May 12 2002 (Soundscape)
- 2009: Live Archive Volume 6 – Lumin: Live At Camerawork, March 6 2008 (Soundscape)
- 2009: Live Archive Volume 7 – Mycosphere: Live On KFJC, May 31 2008 (Soundscape)
- 2010: Ylang (Soundscape)
- 2011: Medicine Box (Soundscape)
- 2012: Nest (Soundscape)
- 2013: Morphology (Anodize)
- 2014: Perpetual: A Somnium Continuum (Soundscape)
- 2014: Premonitions 1980 – 1985 (Vinyl-on-demand)
- 2015: Filaments (Soundscape)
- 2016: What We Left Behind (Soundscape)
- 2016: Vestiges (Soundscape)
- 2017: Lift a Feather to the Flood (ft. Markus Reuter) (Soundscape)
- 2018: The Biode (Soundscape)
- 2019: Tactile Ground (Soundscape)